# 有齿鞘柄木
有齿鞘柄木（学名：Torricellia angulata var. intermedia）是鞘柄木科鞘柄木属角叶鞘柄木的变种。分布在中国大陆的湖南、陕西、贵州、甘肃、湖北、云南、广西、四川等地，生长于海拔440米至1,800米的地区，一般生于林下，目前尚未由人工引种栽培。

## 别名
齿叶烂泥树（广西壮族自治区）